# Арси (Оаза)
Арси (фр. Arsy) насеље је и општина у североисточној Француској у региону Пикардија, у департману Оаза која припада префектури Компјењ.
По подацима из 2011. године у општини је живело 781 становника, а густина насељености је износила 107,43 становника/km². Општина се простире на површини од 7,27 km². Налази се на средњој надморској висини од 72 метара (максималној 106 m, а минималној 62 m).

## Демографија
| 1962. | 1968. | 1975. | 1982. | 1990. | 1999. | 2011. |
| ----- | ----- | ----- | ----- | ----- | ----- | ----- |
| 411   | 453   | 506   | 650   | 871   | 898   | 781   |

График промене броја становника у току последњих година